# Энергостройинвест-Холдинг
ОАО «Энергостройинвест-Холдинг» (ЭСИХ) — компания (до ликвидации), являющаяся крупнейшим строителем магистральных подстанций и линий электропередачи. Являлась одной из ведущих российских инжиниринговых компаний, занимающихся проектированием, строительством, поставкой оборудования, сервисным обслуживанием объектов электроэнергетической отрасли.
В состав компании входили проектные институты, строительно-монтажные компании, сервисные и наладочные предприятия.
Штаб-квартира располагалась в Москве.
В Холдинге работали 5 тысяч человек, техническая оснащенность — более 1000 единиц специальной техники.

## История
Как управляющая компания, ОАО «Энергостройинвест-Холдинг» было образовано в 2002 году в результате объединения крупных игроков рынка: «Спецсетьстрой» и «Севзапэлектросетьстрой», имеющих более чем 65-летний опыт работы в сфере энергетики и строительства.  В состав «Энергостройинвест-Холдинга» входило порядка 10 специализированных предприятий, которые предоставляли полный комплекс работ и услуг в области электроэнергетического строительства.
Компания ликвидирована как юридическое лицо 03.10.2017 года.

## Собственники и руководство
ОАО «Энергостройинвест-холдинг» принадлежало пулу инвесторов во главе с петербургским бизнесменом Антоном Зингаревичем, сыном совладельца группы «Илим».
Председателем Правления являлся Зингаревич Антон Борисович.

## Деятельность
Компания работала в сфере строительства электростанций, подстанций, сетей и других энергетических объектов, являясь одним из крупнейших подрядчиков ОАО "ФСК ЕЭС"
Основные направления деятельности «Энергостройинвест-Холдинга»:
- строительство тепловых электростанций;
- строительство электрических сетей и подстанций высокого и сверхвысокого классов напряжения;
- строительство волоконно-оптических линий связи;
- проектирование энергетических и электросетевых объектов.

ОАО «Энергостройинвест-холдинг» с момента своего создания в 2002 г. реализовала более 180 проектов в области энергетики и электросетевого строительства на всей территории России, основные из них:
- Реконструкция ПС 500 кВ Шагол;
- Реконструкция Нижнекамской ТЭЦ с установкой турбин низкопотенциального пара;
- Комплексное техническое перевооружение и реконструкция ПС 220 кВ Северная;
- Строительство энергоблока для ООО «Лукойл-Пермнефтеоргсинтез»;
- Система внешнего электроснабжения и связи нефтяных месторождений им. Р. Требса и А. Титова;
- Энергообеспечение Универсиады в Казани: строительство ВЛ «Помары-Удмуртская»;
- Строительство ПС 500 кВ «Белобережская», г. Брянск;
- Комплексное техническое перевооружение и реконструкция ПС 500 кВ Трубино.

## Выполненные проекты
- Строительство двух ЛЭП 10 кВ от ТП ООО «Кард» до двух ячеек № 30, 49 ЗРУ 10 кВ ПС 220 кВ Аэропорт. Работы включали в себя строительство кабельной линии 10 кВ предназначено для обеспечения электроснабжения завода по производству комплектных распределительных устройств, строящегося по межправительственному соглашению России и Южной Кореи в г. Артем (Приморский край);
- Программа развития электроэнергетики Санкт-Петербурга. Программа включала анализ и прогноз потребления и выработки электроэнергии на ближайшие 5 лет, планируемые вводы объектов генерации и электрических сетей, оценку объемов инвестиций в развитие сетей Санкт-Петербурга;
- Строительство газотурбинных электростанций на месторождениях ОАО «Сургутнефтегаз»;
- Строительство распределительной сети 110 кВ в г. Ханты-Мансийске с ПС 110 кВ Нагорная, с ПС 110 кВ Пойма, с ПС 110 кВ АБЗ;
- Строительство ВЛ 220 кВ "Демьянская — Тямкинская — Усть-Тегусская" от ПС 500 Демьянская до ПС 220 кВ Усть-Тегусская и ПС 220 кВ Тямкинская с заходом на ПС 220 Протозановская. Проект относится к системе внешнего энергоснабжения объектов обустройства ООО «ТНК-Уват». Длина проектируемой трассы ВЛ составляет 360 км. Проект физически не реализован.

## Уникальные проекты
- Строительство энергоблока 800 МВт на Нижневартовской ГРЭС[8]. Энергоблок № 2 Нижневартовской ГРЭС является первым энергоблоком столь высокой мощности в истории современной России;
- Строительство блока 800 МВт на Талимарджанской ТЭС[9]. Энероблок № 1 Талимарджанской ТЭС является самым мощным энергоблоком в Республике Узбекистан;
- Строительство самой мощной подстанции 500 кВ в Европе[10]: ПС 500 кВ Очаково, общая трансформаторная мощность — 3 650 МВА;
- Строительство самой протяженной в России волоконно-оптической линии связи (ВОЛС Челябинск-Находка) — 10 000 км[11];
- Строительство первой за последние 20 лет новой подстанции за полярным кругом (ПС 330 кВ Княжегубская)[12];
- Строительство крупнейшего в истории современной России электросетевого комплекса мощностью 1 668 МВА (ПС 750 кВ Череповецкая и ВЛ 750 кВ Калининская АЭС — Череповец).

## Корпоративные СМИ
В период деятельность ОАО «Энергостройинвест-Холдинг» издавал корпоративную газету «Синергия».